# 禹王台区
禹王台区（うおうだい-く）は中華人民共和国河南省開封市に位置する市轄区。

## 行政区画
- 街道:三里堡街道、新門関街道、繁塔街道、官坊街道、菜市街道
- 郷:南郊郷、汪屯郷